# Толбачик
Толбачик (рус. Толбачик) је вулкански комплекс на полуострву Камчатка на крајњем истоку Русије. Састоји се од два вулкана, Плоски (равни) Толбачик (3,085 м) и Остри (оштри) Толбачик (3,682 м), од којих је први равни штитасти вулкан а други шиљасти стратовулкан. Како је Остри највиша тачка масива, планина се често назива "Остри Толбачик", не треба је поистовећивати са Остријем, посебним вулканом на северу Камчатке.

## Активност
Његова еруптивна историја протеже се хиљадама година, али се најзначајнија ерупција десила 1975. године, позната под називом "Велика Толбачикова ерупција". Ерупцији је претходио земљотрес, који је довео до успешне предикције ерупције од стране научника Руског института за вулканологију. Ерупција је створила неколико нових купа, а по количини избачене лаве, била је највећа базалтска ерупција у историји Камчатке.
Дана 27. новембра 2012. године почела је Стромболска ерупција из две пукотине. Базалтска лава се кретала релативно брзо, и брзо је било прекривено подручје лавом у кругу од 4 км. Ерупција је трајала више од месец дана, а је лава наставила да излази из пукотина. Лавичин ток био је дужине око 20 km (12 миља) од линије пукотине на јужном боку вулкана. Ова сателитска слика настала је 22. децембра 2012. године. Према Камчатском тиму за препознавање вулканских ерупција (КВЕРТ), ерупција још увек траје.

## Минералогија
Наслаге фумароле Толбачика богате су егзотичним минералима и од септембра 2017. године, 100 нових минерала је пронађено на овом подручју укључујући аларсит и толбачит.